# Anomis lyona
Anomis lyona är en fjärilsart som beskrevs av Swinhoe 1919. Anomis lyona ingår i släktet Anomis och familjen nattflyn. Inga underarter finns listade i Catalogue of Life.